# نیترات منگنز (II)
نیترات منگنز(II) (به انگلیسی: Manganese(II) nitrate) با فرمول شیمیایی Mn(NO3)2 یک ترکیب شیمیایی است. که جرم مولی آن 178.95 g/mol می‌باشد. شکل ظاهری این ترکیب، جامد بلوری سفید است.